# (9592) Clairaut
(9592) Clairaut ist ein Asteroid des Hauptgürtels, der am 8. April 1991 vom belgischen Astronomen Eric Walter Elst am La-Silla-Observatorium (IAU-Code 809) der Europäischen Südsternwarte in Chile entdeckt wurde.
Der Asteroid ist Mitglied der Koronis-Familie, einer Gruppe von Asteroiden, die nach (158) Koronis benannt ist.
(9592) Clairaut wurde am 1. Mai 2003 nach dem französischen Mathematiker, Physiker und Geodäten Alexis-Claude Clairaut (1713–1765) benannt, der die Wiederkehr des Halleyschen Kometen für das Jahr 1759 vorausberechnete und aus den Abweichungen zwischen Berechnung und Realität auf die Existenz eines noch unbekannten Himmelskörpers schloss.